# Gelsenkirchen-Erle

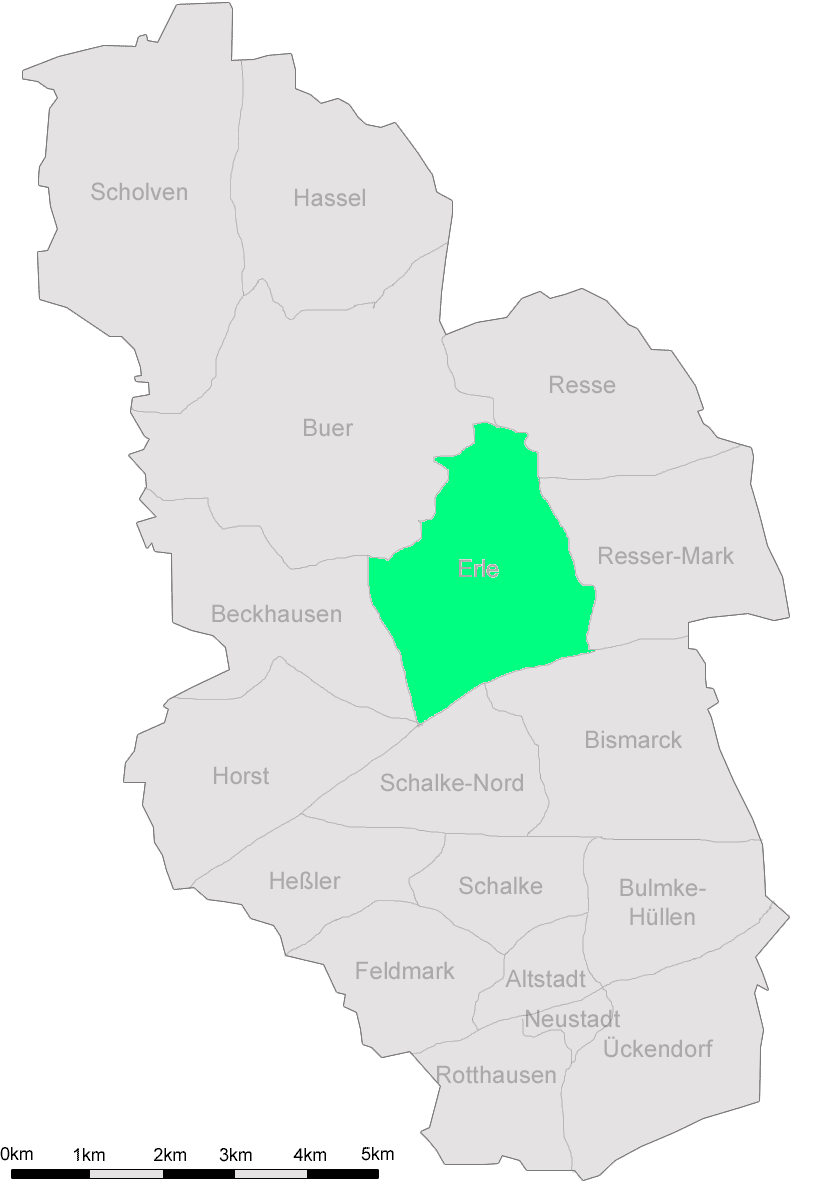
Die Stadtteile Gelsenkirchens mit Erle im Zentrum

Erle ist ein Stadtteil der Stadt Gelsenkirchen. Erle hatte am 31. Dezember 2023 insgesamt 25.525 Einwohner auf einer Fläche von 7,73 km², dies entspricht einer Bevölkerungsdichte von 3.303 Einwohnern/km².

## Lage und Geschichte

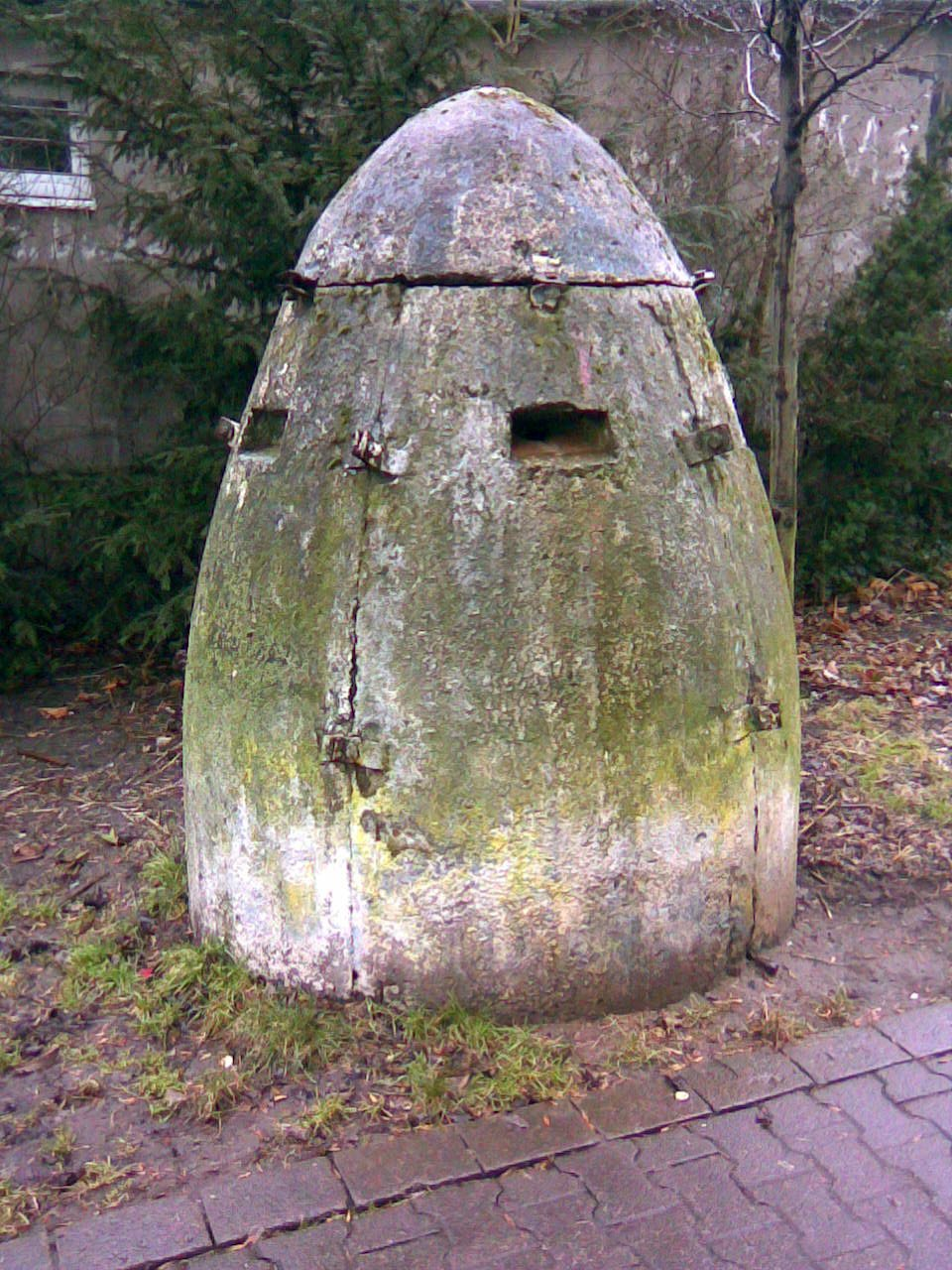
Splitterschutzzelle („Zuckerhut“) an einem ehemaligen Bahnübergang

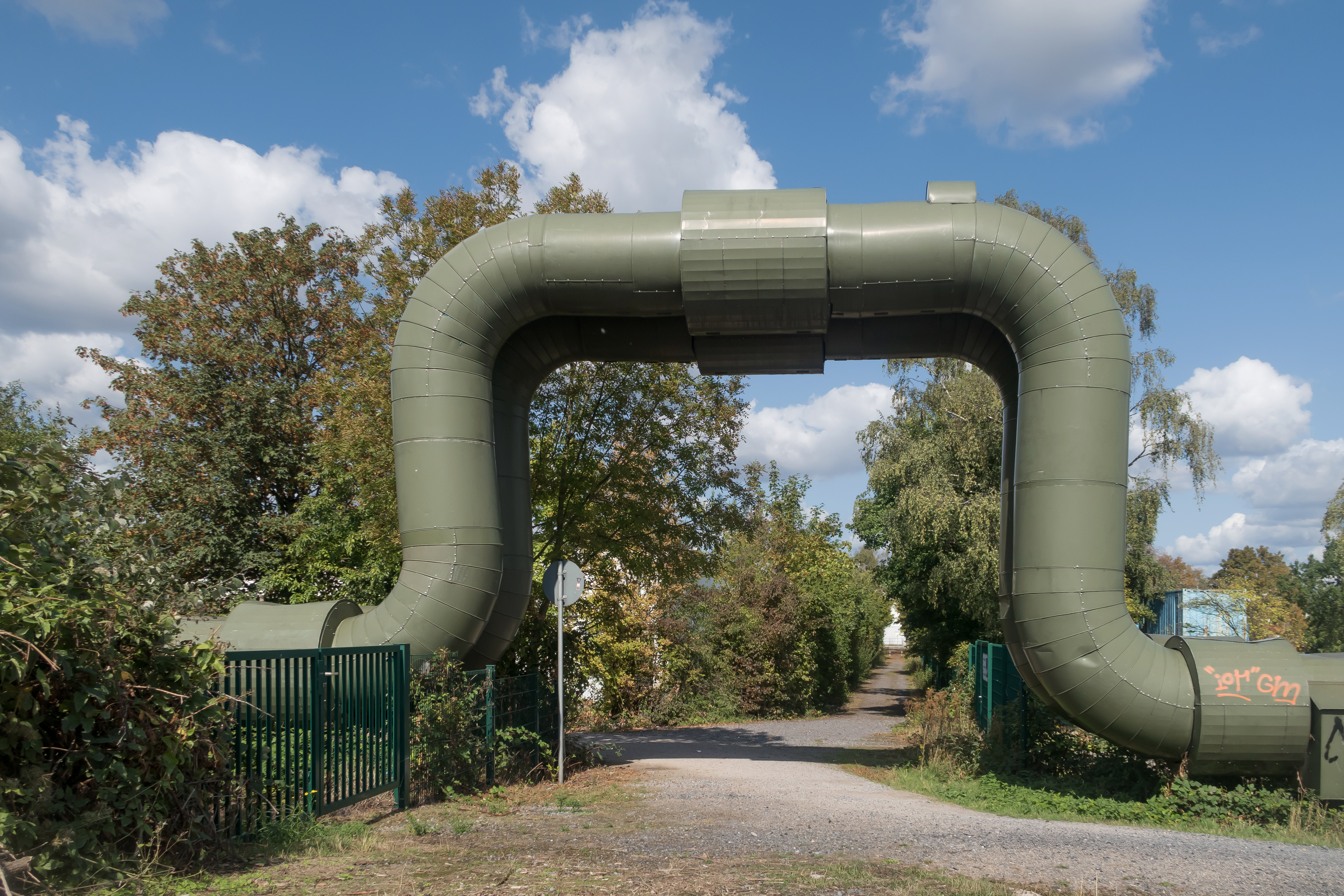
Pipeline entlang der Emscher

Gelsenkirchen-Erle liegt nördlich des Rhein-Herne-Kanals und der Emscher. Im Südosten grenzt es unmittelbar an den Wald der Resser Mark. Der Stadtteil gliedert sich in die Ortslagen Erle, Berger Feld und Middelich. Durch den Stadtteil fließen mehrere Bäche, so z. B. der Leither Mühlenbach und der Knabenbach.
Der Stadtteil ist ausschließlich von anderen Stadtteilen der Stadt Gelsenkirchen umgeben. Im Westen grenzt Erle an Beckhausen, im Nordwesten an Buer, im Nordosten an Resse und im Osten an Resser Mark. Mit Resse und Resser Mark bildet Erle den Gelsenkirchener Stadtbezirk Ost. Alle diese Stadtteile waren historisch wie Erle Teil der ehemaligen Stadt Buer; die Resser Mark gehörte früher zum unmittelbaren Außenbereich des Dorfes Erle. Im Süden grenzt der Stadtteil Erle an Bismarck und, westlich davon, an Schalke-Nord, beide jenseits der Emscher.
Im Mittelalter wurden seit 1230 große Teile der südöstlich an Buer anschließenden Bauerschaften auf heutigem Erler Gebiet von dem mit Zinnen bewehrten und von einem Wassergraben umgebenen Rittergut Haus Leythe aus bewirtschaftet. Die Zeche Graf Bismarck erwarb später große Teile des Besitzes und nahm 1894 im Schacht 3 in unmittelbarer Nähe des Gutshofes die Kohleförderung auf. Nach der frühen Schließung der Zeche in den 1960er Jahren entstanden dort Grünflächen. Alle Schachtanlagen außer Schacht 1/4 (in Schalke-Nord jenseits der Emscher) sowie die Hauptverwaltung dieser wichtigen Gelsenkirchener Zeche befanden sich in Erle (einschließlich der heutigen Resser Mark). Nahe zur Schachtanlage 3/5 entstand von 1912 bis 1914 die Schievenfeld-Siedlung.
An der Cranger Straße, der Hauptstraße Erles, hat sich nahe dem Krankenhaus ein kleiner Bunker aus dem Zweiten Weltkrieg erhalten.

## Bevölkerung
Zum 31. Dezember 2023 lebten 25.525 Einwohner in Erle.
- Anteil der weiblichen Bevölkerung: 51,0 % (Gelsenkirchener Durchschnitt: 50,5 %)[3]
- Anteil der männlichen Bevölkerung: 49,0 % (Gelsenkirchener Durchschnitt: 49,5 %)[4]
- Ausländeranteil: 14,7 % (Gelsenkirchener Durchschnitt: 26,0 %)[5]

## Wirtschaft

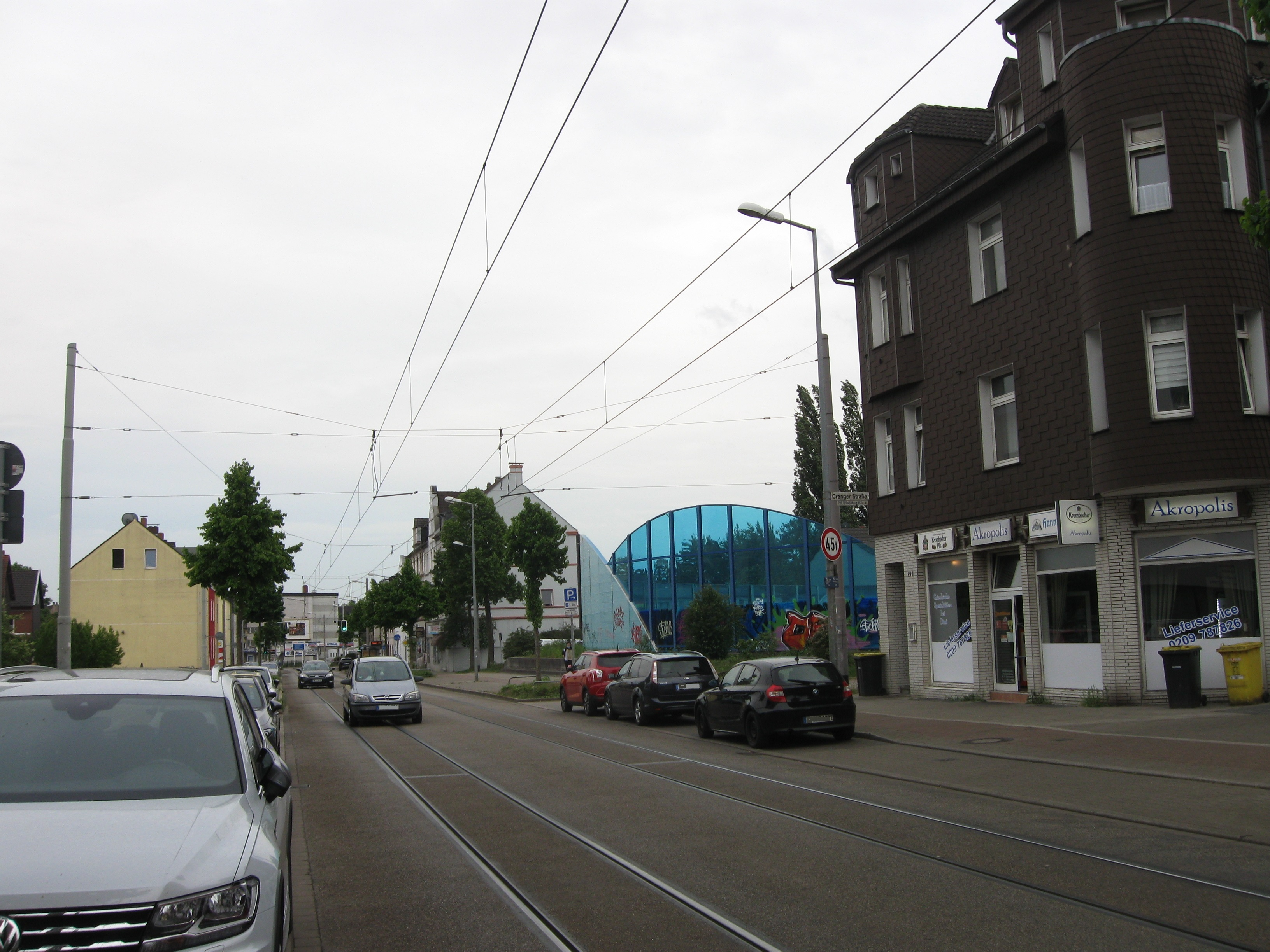
Blick in die Cranger Straße von Middelich nach Süden, rechts der königsblaue Acrylglasschild am Westtor des Autobahntunnels

An zwei Tagen in der Woche findet am Erler Marktplatz ein Wochenmarkt statt. Die wichtigste Einkaufsstraße Erles bildet die Cranger Straße (zugleich Bundesstraße 226). Im Süden des Stadtteils am Kanalufer liegt ein großes Gewerbegebiet. Hier befinden sich Möbelhäuser, Warenhäuser und große Lebensmittelgeschäfte. In der Daimlerstraße liegt der Verkehrshof Ruhrgebiet und der TÜV Gelsenkirchen. Seit Mai 2015 befindet sich in Middelich nördlich der Autobahn 2 auf einem neu erschlossenen Baugebiet das Gelsenkirchener Finanzamt in der Ludwig-Erhard-Straße 7, das die vorher bestehenden zwei Finanzämter Gelsenkirchen-Süd (in der Altstadt an der Zeppelinallee) und Gelsenkirchen-Nord (in Buer) zusammenführte und ersetzt.

## Verkehr
Gelsenkirchen-Erle ist durch die Straßenbahnlinie 301 mit dem Hauptbahnhof und den Stadtteilen Bismarck, Buer, Beckhausen und Horst verbunden. Busse fahren nach Resser Mark, Resse, Schalke, Buer, Beckhausen, Schaffrath und zum Hauptbahnhof Wanne-Eickel. Durch Erle verläuft die B 226, welche am Forsthaus mit der B 227 kreuzt. Im Norden durchschneidet die hier in Tieflage trassierte und teilweise überdachte A 2 das Stadtteilgebiet.

## Bildung
In Erle gibt es vier Gemeinschaftsgrundschulen mit Ganztagsbetrieb.
Zusätzlich gibt es die Gesamtschule Erle (früher Gerhart-Hauptmann-Realschule), die Gesamtschule Berger Feld und die Hauptschule Surkampstraße. Die Michael-Ende-Schule, eine Förderschule mit den Schwerpunkten Lernen und emotionale und soziale Entwicklung, befindet sich in Erle-Middelich. Ebenso betreibt die Stadtbibliothek Gelsenkirchen eine Nebenstelle in Erle. An mehreren Straßen in Erle hält auch die fahrende Bibliothek.

## Parks

Sonnenuntergang über der Einhausung Erle

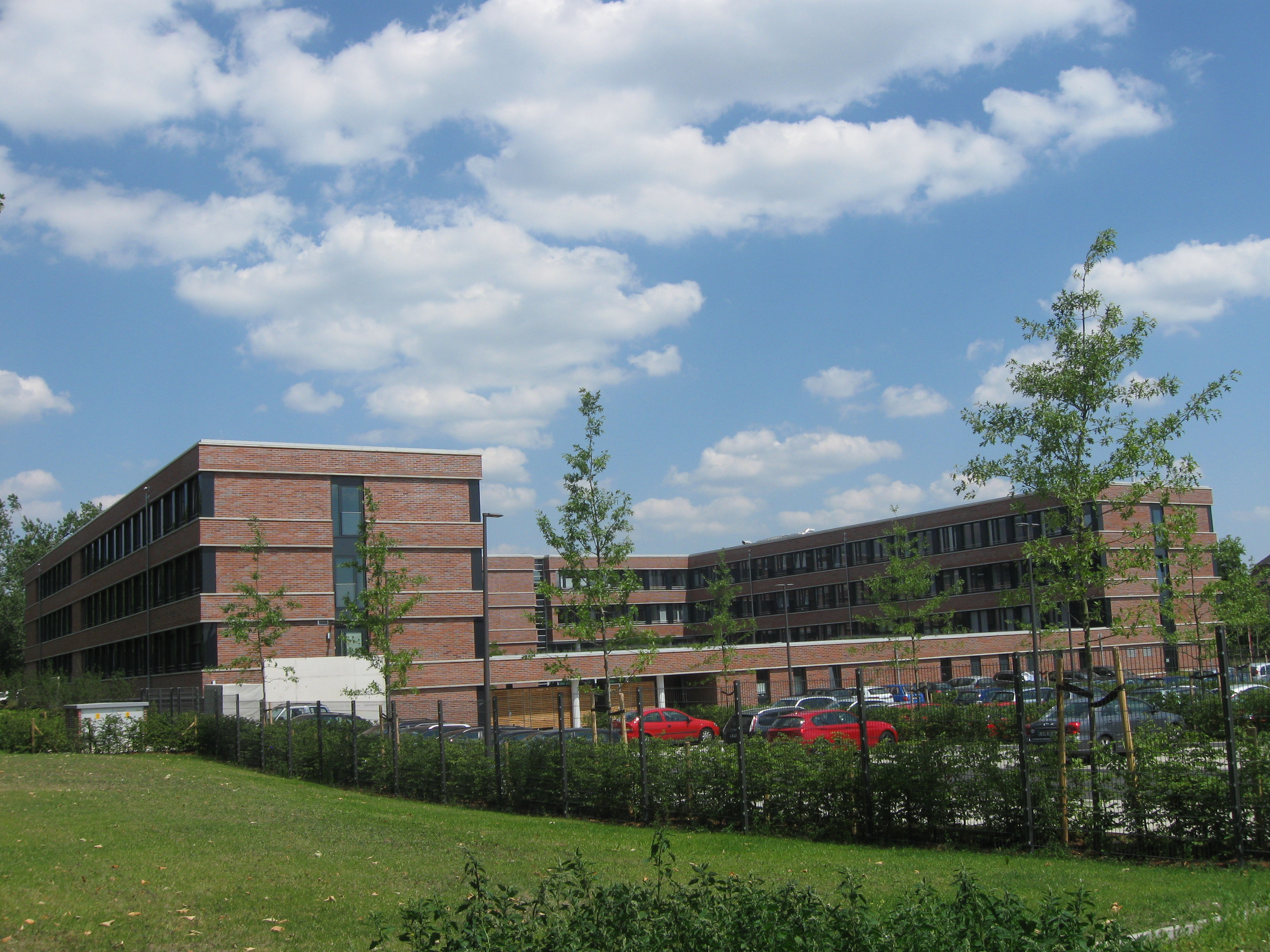
Das neue Gelsenkirchener Finanzamt entstand 2015 auf dem früheren Brachgelände im Norden Erles

In Erle existieren mehrere Parks und Grünanlagen, beispielsweise der Bärenpark im Westen von Erle-Berger Feld. Dieser Park heißt auch „Berger Aue“ und wird umgangssprachlich „Entenpark“ genannt, da er den Erler Ententeich umgibt. Im Osten des Stadtteils liegen Grünanlagen in der Nähe des Golfplatzes Haus Leythe. Eine Besonderheit bildet der Park „Tunnel Erle“, der über dem Anfang der 2000er Jahre gebauten Autobahntunnel auf dem Deckel der Einhausung Erle liegt.
Im Norden (nicht mehr zu Gelsenkirchen-Erle gehörend) liegen die Berger Anlagen, mit dem Berger See und dem Schloss Berge. Im Südosten beginnen gleich hinter der Stadtteilgrenze am Forsthaus Erle die weitläufigen Waldgebiete der Resser Mark. In unmittelbarer Nähe des Forsthauses jenseits des Kanals liegt der Haupteingang des Gelsenkirchener Zoos.

## Freizeit
In Gelsenkirchen-Erle sind folgende Freizeiteinrichtungen vorhanden:
- Golfplatz Haus Leythe
- Apollo Cinemas (Gelsenkirchens größtes Kino mit neun Sälen, auch 3D)
- Sportparadies (Schwimmhallen, Freibad, Eislaufhalle, sonstige Veranstaltungen, Schießen, Kegeln und eine Sportbar)
- Veltins-Arena (Stadion des FC Schalke 04 mit Fußballspielen, Events, Biathlon usw.)
- Bezirkssportanlage Oststraße (Trainingsgelände für Damen- und Mädchenfußball im Breitensport)

## Kirche

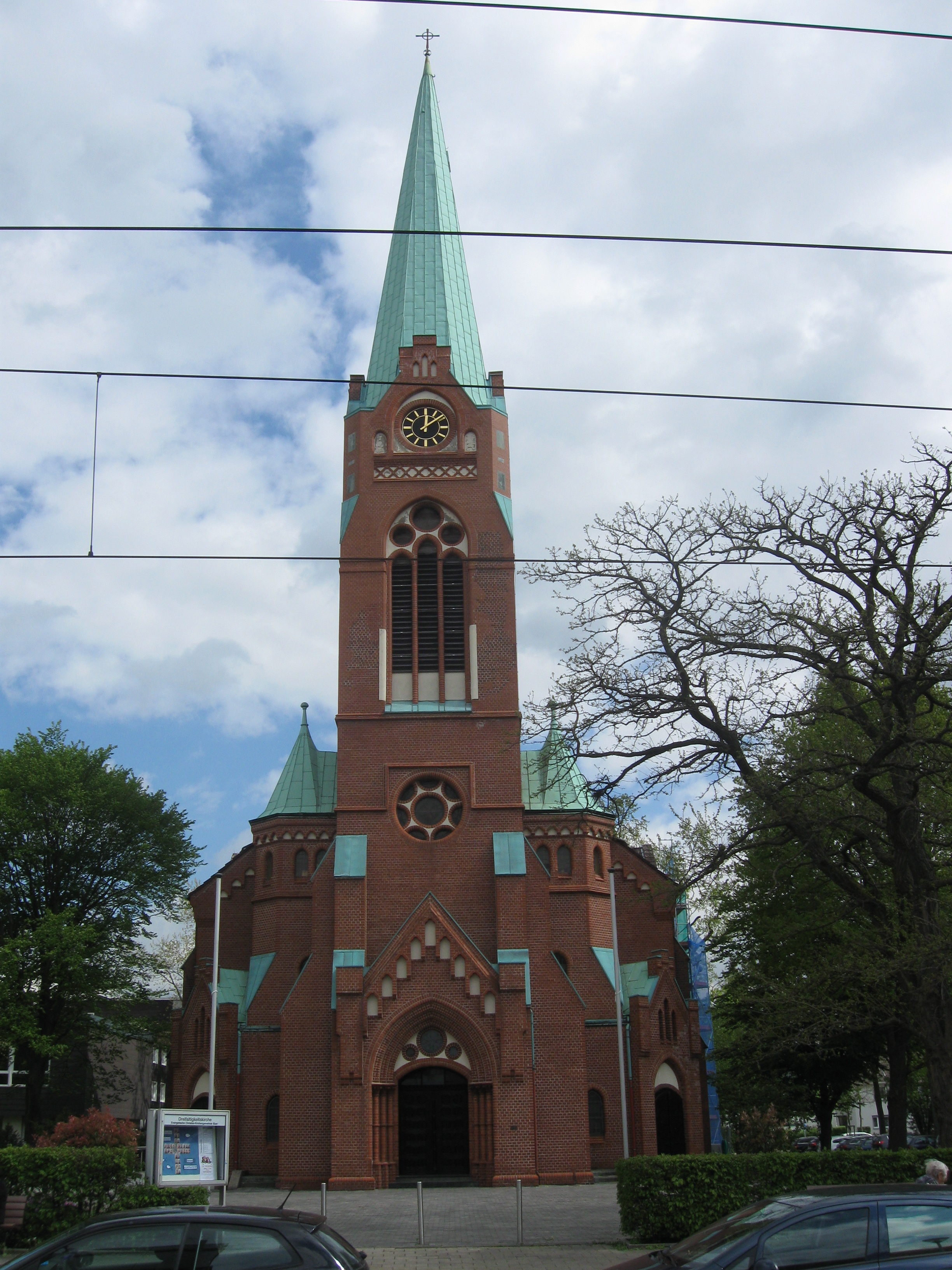
Die evangelische Dreifaltigkeitskirche an der Cranger Straße

In Gelsenkirchen-Erle gibt es folgende Kirchen:
Katholisch:
- St.-Barbara-Kirche
- St.-Bonifatius-Kirche (seit November 2007 geschlossen, 2014 profaniert)
- St.-Suitbert-Kirche (seit November 2020 geschlossen)
- St.-Konrad-Kirche (seit Juni 2020 geschlossen)

Die drei erstgenannten Kirchen gehören seit 2001 zur Gemeinde St. Barbara, zu der auch die Kirche St. Ida im Stadtteil Resser Mark gehört. Sie hat rund 9500 Gemeindemitglieder und gehört aufgrund der Neustrukturierung des Bistums Essen seit August 2007 zur Pfarrei St. Urbanus.
Die Kirche St. Konrad bildete mit der Mariä-Himmelfahrt-Kirche in Buer die Gemeinde St. Mariä Himmelfahrt, die ebenfalls zur Pfarrei St. Urbanus gehört.
Evangelisch:
- Dreifaltigkeitskirche
- Matthäuskirche
- Thomaskirche mit markanter Bugform des Chores, erbaut 1963–1965[6]

Freie Gemeinden:
- Christliche-Gemeinde-Erle e. V.

Neuapostolisch:
- Neuapostolische Kirchengemeinde Erle

Zeugen Jehovas:
- Kongresssaal der Zeugen Jehovas Gelsenkirchen

An der Thomaskirche befindet sich der Jugendkeller vom CVJM Erle.

## Gesundheits- und Sozialwesen

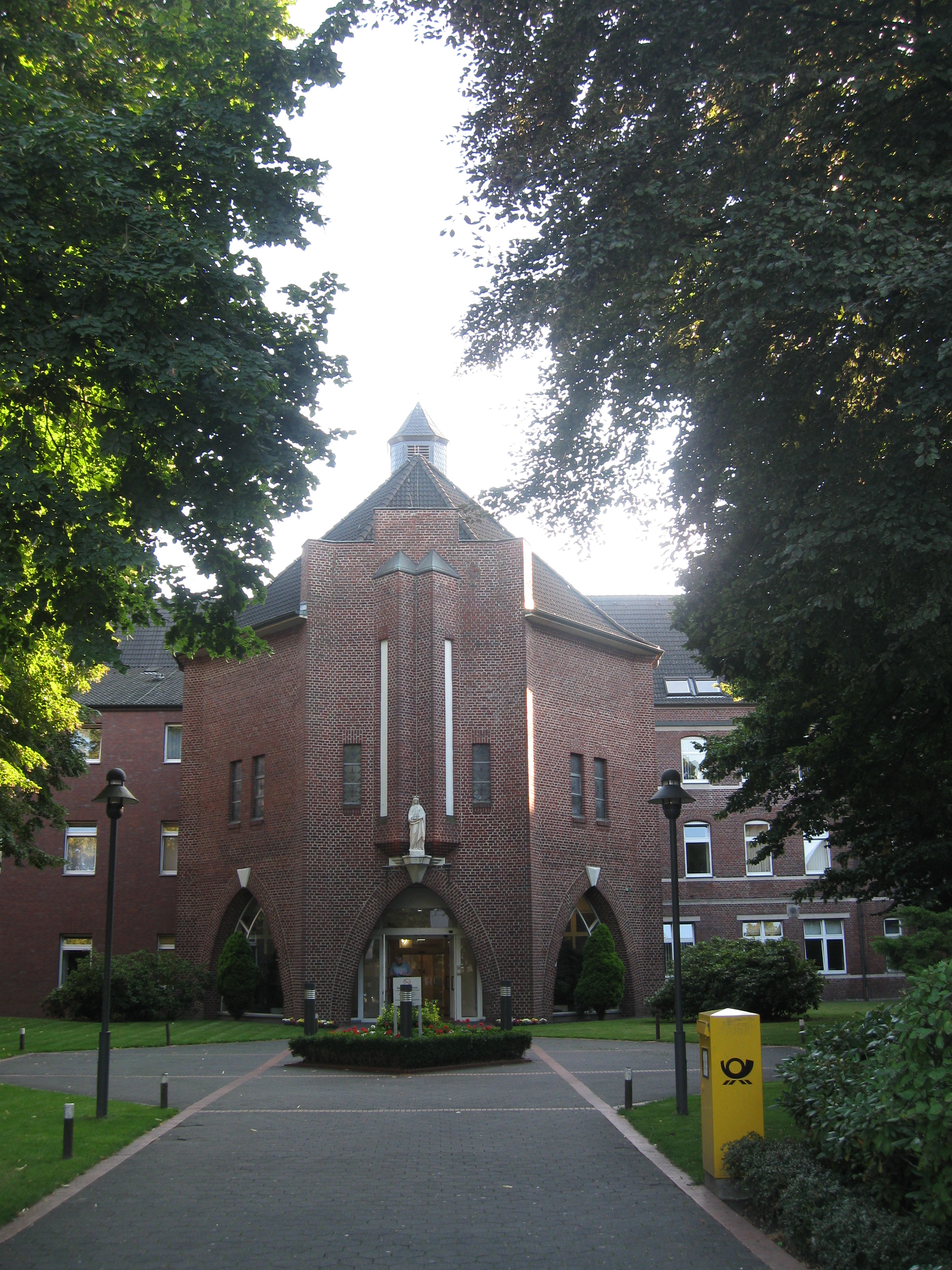
Elisabeth-Krankenhaus an der Cranger Straße

An der Cranger Straße liegt das Elisabeth-Krankenhaus, das allgemeinmedizinische Einrichtungen und eine geriatrische Psychiatriestation beinhaltet. Hier sind ein Krankenhauspark und eine Cafeteria angeschlossen.
Das Erler Ärztehaus an der Kalthofstraße beinhaltet mehrere Praxen von Ärzten verschiedener Fachgebiete. Das Gesundheitszentrum Frankampstraße beherbergt Arztpraxen, eine Apotheke und Räume für Gesundheitsangebote.
In Gelsenkirchen-Erle gibt es drei Pflege- und Seniorenheime, das Senioren- und Pflegeheim der Stadt Gelsenkirchen an der Haunerfeldstraße, das katholische Senioren- und Pflegeheim „St. Josef“ und das Seniorenzentrum der Arbeiterwohlfahrt Gelsenkirchen (kurz: AWO). Weiter besteht ein Behindertenheim und ein Kinderheim. Im Gewerbegebiet an der Emscherstraße sind die Emscher-Werkstätten für Menschen mit Behinderungen des Sozialwerks St. Georg ansässig.
In Erle bestehen die katholischen Kindergärten St. Konrad, St. Barbara, St. Suitbert und St. Bonifatius, die evangelischen Kindergärten Kinderhaus Breite Straße, Kinderinsel Hedwigplatz, Thomaskindergarten und den Matthäus-Kindergarten sowie die städtischen Kindergärten Ovellackerweg, Forsthauswinkel und Schulstraße.
Im Südosten des Stadtteils existiert ein großes Tierheim, das jährlich mit Veranstaltungen lockt.

## Sport
Neben dem bekannten Fußballverein (sowie Basketballteam) FC Schalke 04 gibt es in Erle die SpVgg. Erle 19, Erler SV 08 und DJK Eintracht Erle.
Des Weiteren hat sich im Jahr 2007 das Budo-Sportcenter Bushido-Ryu e. V. in Erle niedergelassen, welches Jiu Jitsu, Ju-Jutsu, Kick-Boxen sowie Power Workout anbietet und dessen Sportler auf Landesebene erfolgreich sind. Seit 2010 ist der Verein im Jiu-Jitsu auf internationalen Turnieren zu sehen, wie zum Beispiel der Jugend-Europameisterschaft in Wien.
Auch Eishockey gibt es in Erle, den EHC Gelsenkirchen 2000, die Schalker Haie.

## Veranstaltungen

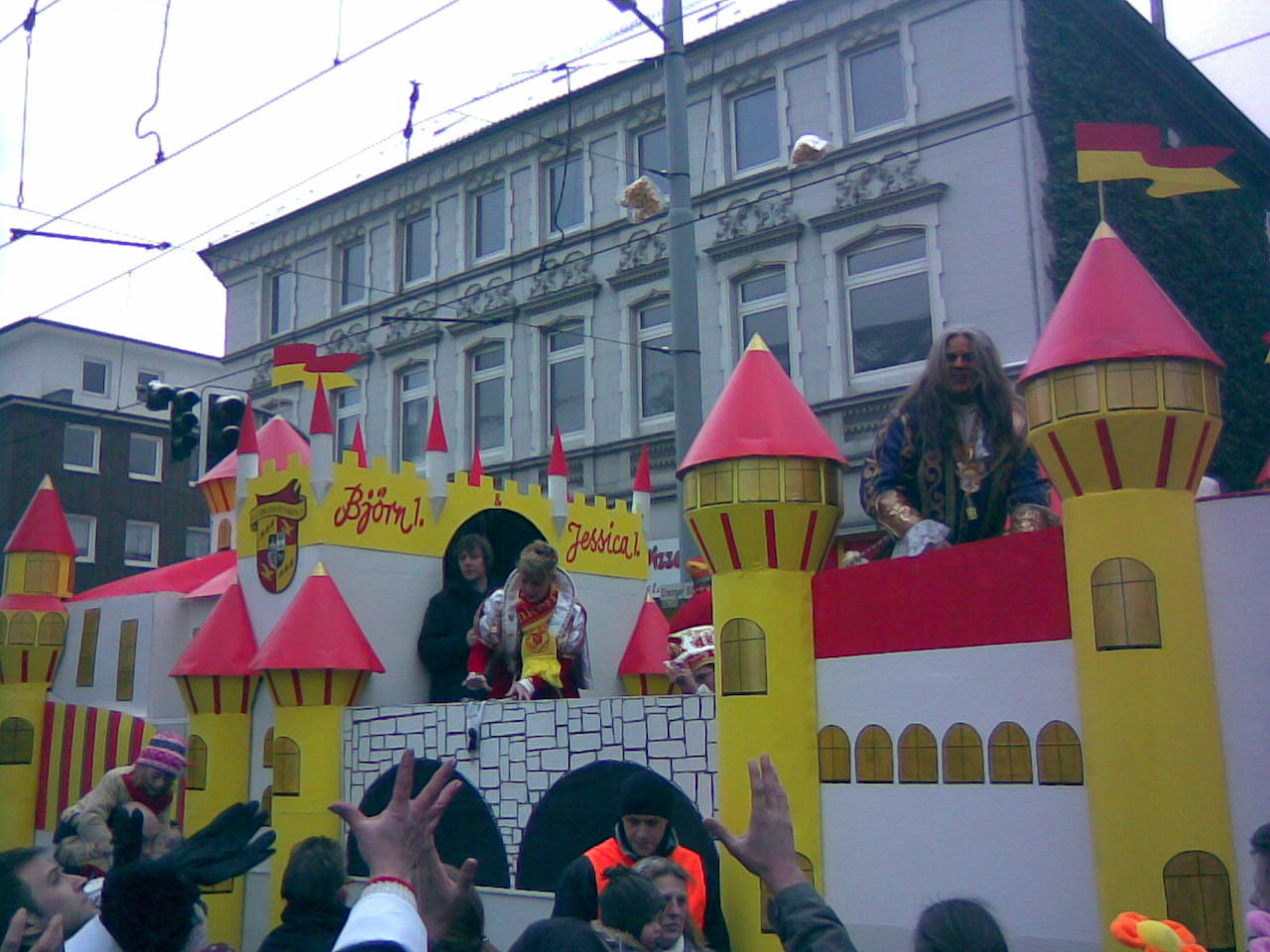
Bis zu 300.000 Zuschauer säumen den Karnevalsumzug entlang der Cranger Straße

Alljährlich finden das Erler Stadtfest und das Erler Kartoffelfest statt. Das Erler Bürgerfest bzw. Erler Stadtfest wird zweitägig auf dem Marktplatz gefeiert. Am Rosenmontag wird seit 1970 auf der Cranger Straße einer der größten und meistbesuchten Rosenmontagszüge des Ruhrgebiets veranstaltet. 2006 wurde der 4. „National Walkingday“ in Erle durchgeführt.

## Persönlichkeiten
- Fritz Symanek (1897–1953), Politiker (SPD)
- Hermann Strangemann (1912–1985), Kaufmann, bekleidete zahlreiche Ehrenämter und wurde dafür mit dem Bundesverdienstkreuz ausgezeichnet.
- Hanno Kesting (1925–1975), Soziologe
- Christa Williams (1926–2012), Schlagersängerin
- Elmar Windthorst (1930–2018), Manager
- Adolphe Lechtenberg (* 1952), Maler und Zeichner
- Rüdiger Abramczik (* 1956), Fußballspieler
- Michael Kopzog (* 1960), Boxer
- Volker Abramczik (* 1964), Fußballspieler
- Sebastian Ernst (* 1984), Leichtathlet